# Grup farmacològic
Un grup farmacològic és un conjunt de medicaments que tenen estructures químiques similars, el mateix mecanisme d'acció (és a dir, s'uneixen a la mateixa diana biològica), una forma d'actuar similar, i/o s'utilitzen per tractar la mateixa malaltia.
En els diversos sistemes dominants de classificació de fàrmacs, aquests quatre tipus de classificacions formen una jerarquia. Per exemple, els fibrats són un grup químic de fàrmacs (àcids carboxílics amfipàtics) que comparteixen el mateix mecanisme d'acció (agonista PPAR), mode d'acció (la reducció de triglicèrids en la sang), i s'utilitzen per prevenir i tractar la mateixa malaltia (ateroesclerosi). Al revés, no tots els agonistes PPAR són fibrats, ni tots els agents que disminueixen els triglicèrids són agonistes PPAR, i no tots els fàrmacs que s'utilitzen per al tractament de l'ateroesclerosi són agents reductors dels triglicèrids.
El sistema de classificació dels fàrmacs més àmpliament utilitzat és el Sistema de Classificació Química Anatomicoterapèutica (ATC). La Nomenclatura Sistematitzada de Medicina (SNOMED) també inclou una secció dedicada a la classificació dels fàrmacs.